# Hřib osmahlý
Hřib osmahlý (Xerocomus ferrugineus (Schaeff.) Bon) je jedlá houba z čeledi hřibovitých.

## Synonyma
- Boletus citrinovirens Watling
- Boletus ferrugineus Schaeff.[1] 1762
- Boletus ferrugineus Schaeff. ex Sacc.[2]
- Boletus ferrugineus f. citrinovirens (Watling) Watling 1969
- Boletus leguei Boud. 1894[2]
- Xerocomus citrinovirens (Watling) A.E. Hills ined.
- Xerocomus ferrugineus (Schaeff.) Bon[1] 1985
- Xerocomus ferrugineus f. citrinovirens (Watling) A.E. Hills ined.
- Xerocomus lanatus (Rostk.) Sing.[2]
- Xerocomus spadiceus (Fr.) Quél.[2][3]
- Xerocomus subtomentosus var. ferrugineus (Schaeff.) Krieglst. 1888
- Xerocomus subtomentosus var. Leguei (Boud.) R. Maire[2] 1933
- hřib červenohnědý
- hřib osmahlý[1]
- hřib osmahlý Legueův
- hřib plstnatý Leguerův[3] (sic!)
- hřib plstnatý Legueův[2]
- hřib tisavý[4]

## Záměna
- hřib plstnatý (Xerocomus subtomentosus) – roste jen pod duby, dužnina je nažloutlá až žlutá, ne bělavá až krémová[1]